# Dorota
Dorota (Dorotea, Dorothea) je ženské křestní jméno řeckého původu. Pochází z řeckého jména Doróthea, jehož význam je „boží dar“.
V českém občanském kalendáři má svátek 26. února.

## Statistické údaje
Následující tabulka uvádí četnost jména v ČR a pořadí mezi ženskými jmény ve srovnání dvou roků, pro které jsou dostupné údaje MV ČR – lze z ní tedy vysledovat trend v užívání tohoto jména:
| Rok       | Četnost   | Pořadí   |
| 1999      | 839       | 239.     |
| 2002      | 866       | 237.     |
| Porovnání | o 27 více | o 2 lépe |
| 2006      | 1099      | 230.     |

Změna procentního zastoupení tohoto jména mezi žijícími ženami v ČR (tj. procentní změna se započítáním celkového úbytku žen v ČR za sledované tři roky 1999-2002) je +4,0 %.

## Známé nositelky jména

### Svaté
- Svatá Dorota z Caesareje († kolem 311), mučednice
- Svatá Dorota z Montau (1347-1394), německá vizionářka
- Svatá Dorota z Alexandrie († kolem 320), mučednice

### jméno s predikátem
- Dorotea Bavorská (Dorothea Theresa Marie Franziska; 1920–2015), bavorská princezna
- Dorothea von Biron (1793–1862), princezna kuronská a poslední vévodkyně Zaháňská
- Dorothea Dánská (1546–1617), dcera dánského krále, brunšvicko-lüneburská vévodkyně a regentka
- Dorothea von Medem (1761–1821), kuronská vévodkyně

### Ostatní
- Angela Dorothea Merkelová – německá politička
- Dorothea Douglassová Chambersová – anglická tenistka
- Dorota Masłowska – polská spisovatelka
- Dorota Barová – česká zpěvačka a violoncellistka (Tara Fuki, Vertigo Quintet)
- Dorothy L. Sayersová – spisovatelka
- Dorothy Faye Dunawayová – americká herečka
- Dorothea Wierer - italská biatlonistka

## Jméno Dorotka v Česku
V České republice se vzácně vyskytuje také méně známá zdrobnělá varianta Dorotka.

## Fiktivní Doroty
- Dorota Máchalová – postava z pohádky S čerty nejsou žerty. Hrála jí Jaroslava Kretschmerová
- Dorotka Galeová – hrdinka románu Čaroděj ze země Oz
- Dorotka a papoušek – večerníček
- Dorotka – postava z pohádky Anděl Páně, hrála ji Zuzana Kajnarová